# 小行星5531
小行星5531（5531 Carolientje）是一颗绕太阳运转的小行星，为主小行星带小行星。该小行星于1973年9月29日发现。

## 轨道参数
小行星5531的轨道半长轴为2.7252152 UA，离心率为0.096。